# Kampioenschap van Vlaanderen 1987
Il Kampioenschap van Vlaanderen 1987, settantaduesima edizione della corsa, si svolse il 12 settembre 1987 su un percorso di 199 km, con partenza e arrivo a Koolskamp. Fu vinto dal belga Dirk Heirweg della TeVe Blad-Eddy Merckx davanti ai suoi connazionali Dirk Demol e Geert Decorte.

## Ordine d'arrivo (Top 10)
| Pos. | Corridore       | Squadra                | Tempo    |
| ---- | --------------- | ---------------------- | -------- |
| 1    | Dirk Heirweg    | TeVe Blad-Eddy Merckx  | 5h13'00" |
| 2    | Dirk Demol      | ADR-Fangio-IOC-MBK     |          |
| 3    | Geert Decorte   | Robland-Isoglass-Galli |          |
| 4    | Herman Frison   | Roland-Skala-TW        |          |
| 5    | Rik Van Slycke  | TeVe Blad-Eddy Merckx  |          |
| 6    | Hendrik Redant  | Robland-Isoglass-Galli |          |
| 7    | Koen Vekemans   | Lotto-Eddy Merckx      |          |
| 8    | Filip Cottenies | Robland-Isoglass-Galli |          |
| 9    | Frankie Pattyn  | TeVe Blad-Eddy Merckx  |          |
| 10   | Eddy Vanhaerens | Sigma                  |          |